# Scopula farinaria
Scopula farinaria är en fjärilsart som beskrevs av John Henry Leech 1897. Scopula farinaria ingår i släktet Scopula och familjen mätare. Inga underarter finns listade.